# JSM Béjaïa
Der JSM Béjaïa (Jeunesse Sportive Madinet de Béjaïa) ist ein algerischer Fußballverein aus Béjaïa. Er trägt seine Heimspiele im Maghrebi Unity Stadium aus.
Der Verein wurde am 17. Mai 1936 gegründet und spielte meist in der ersten oder zweiten Spielklasse. 2008 gelang der erste Titelgewinn, als im Finale des Algerischen Pokals WA Tlemcen mit 3:1 nach Elfmeterschießen besiegt wurde. In den Jahren 2011 und 2012 wurde in der Ligue Professionnelle 1 die Vizemeisterschaft gewonnen. Dadurch qualifizierte sich der Verein für die afrikanischen Wettbewerbe. In der Saison 2013/14 stieg der Verein in die Ligue Professionnelle 2 ab.

## Ehemalige Namen
- Jeunesse sportive musulmane Bougiote 1936 bis 1977.
- Machâal Baladiat Béjaia von 1977 bis 1990.
- Jeunesse sportive madinet Béjaia 1990 bis heute.

## Erfolge
- Algerische Meisterschaft
  - Vizemeister: 2011, 2012

- Algerischer Pokal (1)
  - Sieger: 2008

- Nord Afrika Cup Sieger Cup
  - Finalist: 2009

## Statistik in den CAF-Wettbewerben
| Wettbewerb                 | Runde         | Gegner                      | Hinspiel | Rückspiel             |
| -------------------------- | ------------- | --------------------------- | -------- | --------------------- |
| CAF Confederation Cup 2008 | 1. Runde      | CS Sfaxien                  | 0:1 (A)  | 1:1 (H)               |
| CAF Confederation Cup 2009 | 1. Runde      | ASC Yakaar                  | 1:1 (A)  | 4:1 (H)               |
|                            | 2. Runde      | Stade Malien                | 1:0 (H)  | 0:1 (A) / 12:13 n. E. |
| CAF Champions League 2012  | Qualifikation | Foullah Edifice             | 0:0 (A)  | 3:1 (H)               |
|                            | 1. Runde      | AFAD Djékanou               | 1:2 (H)  | 0:3 (A)               |
| CAF Champions League 2013  | Qualifikation | Olympic Niamey              | 3:0 (H)  | 0:0 (A)               |
|                            | 1. Runde      | Asante Kotoko               | 0:0 (H)  | 1:1 (A)               |
|                            | 2. Runde      | Espérance Sportive de Tunis | 0:0 (H)  | 0:1 (A)               |
| CAF Confederation Cup 2013 | 2. Runde      | ES Sahel                    | 2:2 (A)  | 1:2 (H)               |